# Temptation (Heaven 17)
Temptation is een nummer van de Britse synthpopband Heaven 17 uit 1983. Het is de tweede single van hun tweede studioalbum The Luxury Gap.
Heaven 17-lid Martyn Ware zei dat het nummer ging over seksuele opwinding, en dat de band strijd had met hun platenlabel om het op single uitgebracht te krijgen. "Temptation" bereikte uiteindelijk de 2e positie in het Verenigd Koninkrijk. In de Nederlandse Top 40 was het nummer echter matig succesvol met een bescheiden 27e positie.
In 1993 werd het nummer geremixt door het Britse dj-duo Brothers in Rhythm. Deze eurodance-remix bereikte de 4e positie in het Verenigd Koninkrijk. In het Nederlandse taalgebied was de remix succesvoller dan het origineel; het bereikte de 16e positie in de Nederlandse Top 40, en de 12e positie in de Vlaamse Radio 2 Top 30.

## NPO Radio 2 Top 2000
| Nummer met noteringen in de NPO Radio 2 Top 2000 | '00  | '01 | '02  | '03 | '04  |
| ------------------------------------------------ | ---- | --- | ---- | --- | ---- |
| Temptation                                       | 1399 | -   | 1349 | -   | 1853 |

1. ↑  Een '-' betekent dat het nummer niet was genoteerd en een vetgedrukt getal geeft de hoogste notering aan.
2. ↑  2000 was het eerste jaar met een notering voor dit nummer.
3. ↑  Deze tabel is bijgewerkt tot en met de laatste editie (2024).